# Ceará
Ceará je brazilský spolkový stát, jenž se nachází na severovýchodě Brazílie. Jeho hlavní město se jmenuje Fortaleza.

## Geografie
V brazilském spolkovém státě Ceará se nachází rozlohou 563 hektarů nejmenší brazilský národní park. Národní park Ubajara je od hlavního města Fortaleza vzdálen 351 kilometrů a je zeleným ostrovem v polopoušti Caatinga. Jeho největší atrakcí jsou krápníkové jeskyně.

### Města

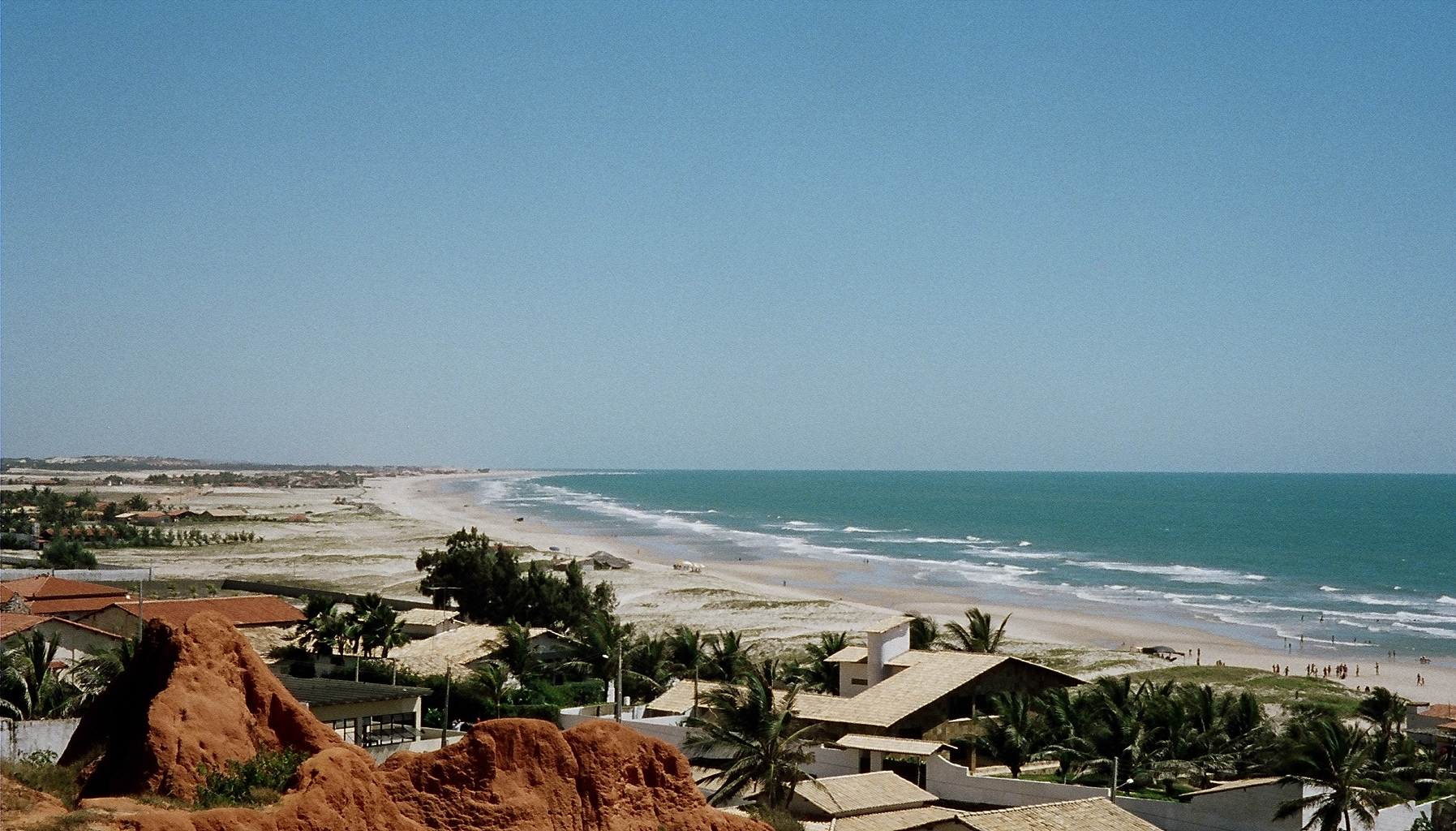
Pláže u Fortalezy

Největší města brazilského státu Ceará, počet obyvatel k 1. červenci 2004:
- Fortaleza – 2 332 657
- Caucaia – 294 284
- Juazeiro do Norte – 231 920
- Maracanau – 191 317
- Sobral – 169 532
- Crato – 111 894
- Itapipoca – 103 145
- Maranguape – 96 565
- Iguatu – 90 728
- Quixada – 73 863
- Caninde – 73 590
- Crateus – 73 076
- Aquiraz – 67 736
- Morada Nova – 67 216
- Aracati – 66 384
- Tiangua – 65 285
- Ico – 63 575
- Russas – 62 837
- Cascavel – 62 076